# Bathelémont
Bathelémont, antes conocido como Bathelémont-lès-Bauzemont, es una población y comuna francesa, en la región de Lorena, departamento de Meurthe y Mosela, en el distrito de Lunéville y cantón de Arracourt.

## Demografía
| 84 | 79 | 71 | 66 | 71 | 65 |
| Para los censos de 1962 a 1999 la población legal corresponde a la población sin duplicidades (Fuente: INSEE [Consultar]) |    |    |    |    |    |